# Мюльштайн, Флориан
Фло́риан Мю́льштайн (нем. Florian Mühlstein; род. 12 ноября 1990, Филлах, Австрия) — австрийский профессиональный хоккеист. Защитник хоккейного клуба «Филлах». Игрок сборной Австрии по хоккею с шайбой.

## Карьера
Флориан Мюльштайн — воспитанник хоккейного клуба «Филлах». В возрасте 16 лет присоединился к команде «Клагенфурт». Позже перешёл в зальцбургский «Ред Булл». В составе клуба стал двукратным чемпионом Австрии - 2011 и 2015 годов. В 2015 году подписал контракт с клубом «Филлах». За сборную Австрии выступал на юниорских и молодёжных турнирах. 16 декабря 2010 года дебютировал во взрослой сборной в матче против сборной Норвегии.